# 李偉文
李偉文（Lee Wai Man，1973年8月18日－），生於香港，已退役香港足球運動員，是香港球壇上少有的中後場全能球員，其左右腳均技術純熟而且具備良好的心理質素，曾5次入選香港足球明星選舉最佳十一人，前香港足球代表隊隊長並以68場國際A級賽上陣紀錄正式其終結香港代表隊生涯，曾是代表香港次數最多的紀錄保持者，現為香港足球教練及無綫電視足球評述員。

## 球員生涯
李偉文生於香港，父親為警察訓練學校教官，他畢業於港島區學界體育名校聖若瑟書院，於11歲時獲得銀禧體育中心選出進行職業訓練，由於擁有天份很快就獲時任教練黎新祥安排與丘建威隨大兩年的歐偉倫及譚兆偉等一同操練，李偉文本來打算於畢業後跟從父親投考加入香港警務處，然而後來於17歲之時加盟麗新青年軍，翌年轉投東方以18歲之齡獲時任教練陳鴻平選派其擔任正選左後衛其生涯從此平步青雲，於1993年1月舉行的第15屆省港盃，未滿20歲的李偉文首次入選香港足球代表隊並且在兩回合賽事均有上陣，李偉文合共代表香港代表隊上陣68場取得兩個入球，曾是代表香港隊次數最多的紀錄保持者（紀錄於2017年6月7日被李志豪打破），他於2007年正式宣佈退出香港隊，其後曾效力流浪、星島及愉園等多支港甲球會，在球會和香港隊的球衣都是18號。

## 教練生涯
2007年，李偉文應前流浪及愉園班主林大輝邀請，加盟當時仍在丙組聯賽角逐的沙田擔任教練兼球員，成功帶領球隊實現「三年計劃」升上甲組聯賽角逐，於2010年夏天轉投乙組球隊港迪擔任教練，李偉文在2010年開始執教地區青少年球隊東區U17，於2010/11球季成功帶領東區殺入有多支球會青年軍參賽的NIKE超級盃8強，他擅於與青少年溝通深受年青球員愛戴，在2015年開始執教學校優才書院，並帶領該校丙組於2016年奪得學界亞軍，至於乙組惜於小組賽末場以0–3大敗於聖芳濟書院未能進入淘汰賽，於2017年帶領優才書院乙組足球隊殺入四強並奪得殿軍，同年帶領優才書院丙組再次進軍足球學界決賽，成功以2–0擊敗保良局唐乃勤初中書院奪得冠軍。
2023-24賽季，李偉文帶領優才書院乙組足球隊對陣聖言書院前，因為沒有帶校際比賽出場紙而被取消資格，被判輸0:3。同年，李偉文帶領丙組足球隊殺入四強可惜因黑哨0:1敗陣聖士提反書院，左其後季軍戰在法定時間3:3戰平德瑞書院，最後互射十二碼2:4敗陣。但也已經創造疫情後最佳成績。

## 個人生活
在2012年，李偉文透過港協暨奧委會的《香港運動員就業及教育計劃》接受職業配對獲得香港駕駛學院聘請成為駕駛教練，退役後擔任足球教練及球賽評述員，亦是教車師傅及的士司機，近年亦有從事金融投資，李偉文於2017年5月25日晚近9時步出紅磡置富都會商場時突遭6至7名南亞裔持刀男子襲擊並搶去其行李篋，李偉文不甘損失與賊人糾纏惟寡不敵眾，賊人得手後登上一輛客貨車逃去，據悉被搶去一個內有1000萬日圓現金約值70萬港元以及24條約值750萬元金條，事後李偉文受輕傷初步敷治後毋須送院，最終4名南亞裔男子於2017年6月6日被補。
曾任無綫電視足球評述，2019年3月曾結束合約。不過因無綫電視收費頻道Mytv Gold再次有足球體育頻道上架關係，再次回歸為無綫電視作足球評論員。

## 個人榮譽
- 香港足總盃 最佳後衛（2004、2005年）
- 皇家馬德里亞洲之旅香港站 最有價值球員（2003年）
- 香港足球明星選舉 最佳十一人（1993–94、1994–95、2003–04、2004–05、2005–06季度）
- 香港傑出運動員選舉 傑出青少年運動（1991、2003年）

## 電視劇
- 三個女人一個「因」

## 外部連結
- 香港足球總會網頁球員註冊資料 （页面存档备份，存于）